# Procryptocerus balzani
Procryptocerus balzani är en myrart som beskrevs av Carlo Emery 1894. Procryptocerus balzani ingår i släktet Procryptocerus och familjen myror. Inga underarter finns listade i Catalogue of Life.